# Louis Devoti
Louis Devoti, né le 10 août 1926 à Auboué et mort le 6 août 2020 à Jœuf,, est un ancien joueur français de basket-ball. Il évoluait au poste d'arrière.

## Carrière
Il est intronisé à l'Académie du basket-ball français en 2019.

## Palmarès
- Finaliste du championnat d'Europe 1949
- 3e du championnat d'Europe 1951